# Гарбузові
Гарбузові (Cucurbitaceae) — родина дводольних рослин. Більшість гарбузових (всього їх нараховують ≈ 965 видів) — однорічні або багаторічні трави, перезимовують за посередництва кореневих бульб або нижніх частин стебла, і лише деякі з них чагарники і напівчагарники.
Представники цієї родини значно поширені по земній поверхні, за винятком всіх холодних країн, але більшість їх трапляється під тропіками, північна межа поширення в Європі збігається майже з північною межею дуба, в Старому Світі більше родів (54), ніж у Новому Світі; сім родів (Alsomitra, Melothria, Corallocarpus, Luffa, Cucumis , Cayaponia і Sicyos) трапляються у Старому та Новому Світі.
В Україні аборигенно ростуть лише 3 види: переступень чорноягідний (Bryonia alba), переступень червоноягідний (Bryonia cretica), огірок-пирскач звичайний (Ecballium elaterium).
Гарбузові — одна з корисних родин: плоди багатьох видів їстівні (дині, огірки, гарбузи, кавуни, кабачки, патисони, цукіні, тикви (лагенарії), види Sechium, Acanthosicyos, Pelfairia та ін.), інші види йдуть на приготування посудин (Lagenaria) або (судинно-волокнисті пучки), губок для лазень тощо (Luffa). Деякі види (Bryonia, Luffa, Lagenaria) розводять як декоративні рослини.

## Ботанічний опис
Стебла здебільшого соковиті, багаті водою, стеляться по землі або чіпляються за допомогою простих або гіллястих вусиків, які, судячи за розташуванням вусиків і за їх потворність, правильніше за все прийняти за видозмінені пагони з листям.
Листя у гарбузових черешкові, прості, лопатеві або пальчасто-розсічені, з серцеподібною основою; розташовані вони по спіралі в 2/5; листя, як і стебло, жорстке або волосисте; прилистків немає.
Квітки або одиночні, пазушні, або зібрані в суцвіття, найчастіше в мітелку, рідко в китицю або в щиток. Квітка правильна, одностатева, рідко (у роду  Схізопепон  ( Schizopepon)) двостатева; рослини однодомні або дводомні. Квітковий покрив складається з зрощених при заснуванні на більший чи менший протягом чашечки і віночка. Чашечка про п'ять (рідко про 3, 4 або 6) зубчиках або лопатях, у брунькоскладенні черепичасторозміщені; зрідка ( Cyclanthera explodens і деякі різновиди  Cucurbita maxima) філіжанка не розвивається, іноді ж ( Dimorphochlamys) вона залишається при плодах. Віночок або зрослопелюстковий (у  Cucumis,  Cucurbita,  Citrullus та ін), дзвоникоподібний або тарілчастий, або (у  Bryonia,  Ecballium,  Sicyos та ін) роздільнолюстковий, у брунькоскладенні черепичастий або стулковий. У чоловічій квітці розвинено п'ять тичинок, з яких або одна буває вільна, а інші чотири зростаються попарно, або всі п'ять тичинок зростаються в одну колонку; тичинки несуть тільки половинку розвиненого пиляка (пиляк у них двогніздний), або прямий, або вивитий у вигляді букви S, кільцем або спіраллю. У чоловічій квітці іноді перебуває зачаток маточки. У жіночій квітці іноді з'являються безплідні тичинки (стамінодії) в чисельності 3-2 або 5; маточка складається здебільшого з трьох плодолистків, рідко з 4-5, що зростаються своїми краями і утворюють відповідне число гнізд у зав'язі; зав'язь нижня, багатонасінна; сім'ябруньки анатропні, здебільшого оточені слизом; стовпчик простий, на верхівці трироздільний, з товстим, вигнутим, лопатевим чи війчастим рильцем. 

Формула квітки:  {\displaystyle \ AstK_{(5)}\;C_{(5)}\;A_{(5-3)}\;G_{0}};  {\displaystyle \ AstK_{(5)}\;C_{(5)}\;A_{0}\;G_{(\ overline{5-3})}} ( {\displaystyle \ AstK_{(5)}\;C_{(5)}\;A_{(2)+(2)+1}\;G_{0}};  {\displaystyle \ AstK_{(5)}\;C_{(5)}\;A_{0}\;G_{(\ overline{5-3})}})
Плід — багатонасінна гарбузина́, іноді величезного розміру, або зовсім м'яка, або з більш-менш твердим, дерев'янистим зовнішнім шаром (напр. у Lagenaria, Cucurbita та ін.) Насіння безбілкове, у деяких представників (напр. у скаженого огірка насіння при відриванні плоду з силою викидається.
З анатомічної точки зору гарбузові вирізняються присутністю біколлатеральних судинно-волокнистих пучків.
Усупереч популярній думці деякі дослідники вважають, що представники різних видів гарбузових (наприклад, огірки й дині) не здатні до перехресного запилення і тому можуть без ризику вирощуватися поблизу один від одного. Винятком є поєднання гарбуза звичайного і кабачка (або цукіні), але і в цьому випадку перехресне запилення не впливає на якість овочів і призводить лише до змін у генетичному коді насіння. Тим не менш, хто тримає хоча б міні-баштан, не раз куштував «цукрові» огірки з запахом кабачка. Диня між огірками (яким вона найближчий родич) родить зовсім маленька, з гіркуватою тоненькою шкіркою. Проблема зникає, якщо баштан поділити навпіл кількома рядами пасльонових.

## Таксономічне положення
Ранні класифікації відносили родину Гарбузові то до роздільнопелюсткового порядку Passiflorinae, то до зрослопелюсткового порядку Campanulinae.
У класифікації Кронквіста (1981) родина входить до складу порядку Фіалкоцвіті. За Тахтаджяном родина є єдиним в порядку Гарбузоцвіті.У сучасних класифікаціях (APG II, APG III) родина належить порядку Гарбузоцвіті разом із ще кількома родинами.

## Роди
|  | - Abobra - Акантосіціос (Acanthosicyos) - Актіностемма (Actinostemma) - Alsomitra - Ampelosycios - Anacaona - Apatzingania - Apodanthera - Bambekea - Бенінказа (Benincasa) - Biswarea - Больбостемма (Bolbostemma) - Brandegea - Переступень (Bryonia) - Calycophysum - Cayaponia - Cephalopentandra - Ceratosanthes - Chalema - Cionosicyos - Кавун (Citrullus) - Coccinia - Cogniauxia - Corallocarpus - Cremastopus - Ctenolepis - Cucumella - Cucumeropsis - Огірок (Cucumis) - Гарбуз (Cucurbita ) - Cucurbitella - Циклантера (Cyclanthera) - Dactyliandra - Огіркове дерево (Dendrosicyos) - Dicaelospermum - Dieterlea - Diplocyclos - Doyerea - Шалений огірок (Ecballium) - Echinocystis | - Echinopepon - Edgaria - Elateriopsis - Eureiandra - Fevillea - Gerrardanthus - Gomphogyne - Gurania - Guraniopsis - Gymnopetalum - Gynostemma - Halosicyos - Hanburia - Helmontia - Hemsleya - Herpetospermum - Hodgsonia - Ibervillea - Indofevillea - Kedrostis - Тиква (Lagenaria) - Lemurosicyos - Люффа (Luffa) - Marah - Melancium - Melothria - Melothrianthus - Microsechium - Момордика (Momordica) - Muellerargia - Mukia - Myrmecosicyos - Neoalsomitra - Nothoalsomitra - Odosicyos - Oreosyce - Parasicyos - Penelopeia - Peponium - Peponopsis | - Polyclathra - Posadaea - Praecitrullus - Pseudocyclanthera - Pseudosicydium - Psiguria - Pteropepon - Pterosicyos - Raphidiocystis - Ruthalicia - Rytidostylis - Schizocarpum - Schizopepon - Sechiopsis - Чайот (Sechium) - Selysia - Seyrigia - Sicana - Sicydium - Sicyos - Sicyosperma - Siolmatra - Siraitia - Solena - Tecunumania - Telfairia - Тладіанта (Thladiantha) - Трихозант (Trichosanthes) - Tricyclandra - Trochomeria - Trochomeriopsis - Tumacoca - Vaseyanthus - Wilbrandia - Xerosicyos - Zanonia - Zehneria - Zombitsia - Zygosicyos |